# イトテツ
『イトテツ』は、2008年1月9日（8日深夜）から同年10月1日（9月30日深夜）まで放送されたテレビ北海道製作のバラエティ番組である。放送時間は毎週水曜 1:00 - 1:30（火曜深夜、日本時間）。

## 概要
馬鹿馬鹿しくも少し気になることを解決すれば嬉しい、それを知らなくても生きていけるという疑問や噂に出演者が答えるバラエティ番組。

## 出演者
- 伊藤英一郎（フリーアナウンサー）[4]
- 齋藤瑞穂（当時、テレビ北海道アナウンサー）[4]
- つるぎや哲也（リポーター）[4]